# Constellium
Constellium SE — международный производитель алюминиевого проката, экструдированной продукции и конструкционных деталей из алюминиевых сплавов. Constellium в основном обслуживает пищевую, аэрокосмическую и автомобильную отрасли промышленности. Штаб-квартира расположена в VIII округе Парижа.

## История
Компания Constellium зарегистрирована в 2010 году в Нидерландах. В начале 2011 года Rio Tinto передала ей своё подразделение алюминиевой продукции Alcan Engineered Products. Американская инвестиционная компания Apollo Management купила 51 % акций Constellium, французский банк FSI — 10 %, а остальные акции остались у Rio Tinto. Основой подразделения Alcan Engineered Products была французская компания Pechiney, основанная в 1855 году; в 2003 году она была поглощена канадской компанией Alcan, а та, в свою очередь, в 2007 году была куплена Rio Tinto и переименована в Rio Tinto Alcan. В мае 2013 года Constellium провела IPO на Нью-Йоркской фондовой бирже и бирже Euronext. В феврале 2018 года Constellium сняла свои акции с листинга Euronext Paris.
В декабре 2019 года компания была перерегистрирована во Франции, штаб-квартира была перенесена в Париж.
В декабре 2020 года рабочие завода Constellium в Масл-Шолс (штат Алабама, США) объявили забастовку (англ.) после того, как не удалось договориться о новых трудовых контрактах.

## Деятельность
Штат Constellium насчитывает около 12 тыс. сотрудников. Производственные мощности состоят из 25 заводов в Северной Америке (США, Канада, Мексика), Европе (Франция, Германия, Швейцария, Чехия, Словакия, Испания) и Азии (КНР). Штаб-квартира компании находится в Париже, также есть административные центры в Балтиморе и Цюрихе.
Основными покупателями продукции являются производители упаковки (Ball Corporation, Crown Holdings), авиастроительные компании (Airbus, Boeing), производители автомобилей (BMW, Mercedes-Benz Group, Ford, Toyota, Stellantis и Volkswagen).
Выручка компании за 2023 год составила 7,24 млрд евро, её распределение по регионам: США — 35 %, Германия — 23 %, Франция — 9 %, Испания — 5 %, Великобритания — 3 %, Чехия — 3 %, остальная Европа — 13 %, Азиатско-Тихоокеанский регион — 3 %, другие регионы — 5 %.

### Исследовательские центры
Научно-исследовательские центры Constellium имеются во Франции, США и Великобритании. Основной из них, технологический центр C-TEC, был основан в 1967 году компанией Pechiney и расположен в коммуне Вореп департамента Изер (Франция). В 2016 году были открыты филиалы в Плимуте (штат Мичиган, пригород Детройта, США) и в Университете Брунеля (Великобритания). Среди разработок C-TEC алюминиево-литиевый сплав Airware для самолётов и космических кораблей, высокопрочные алюминиевые сплавы для структурных компонентов автомобилей и высокотехнологичные алюминиевые профили для гибридных двигателей.

## Акционеры
По состоянию на 2024 год крупнейшими акционерами компании были Fidelity Management & Research (9,67 %), T. Rowe Price (9,55 %), Bpifrance (8,58 %), BlackRock (6,93 %), Janus Henderson (4,19 %), Jennison Associates (3,53 %).